# چشمه آب گرم باری
چشمه آبگرم باری یکی از نقاط دیدنی استان هرمزگان در جنوب ایران است.
این چشمه آبگرم در مسیر جاده خورگو، سرخان روستای باری قراردارد. فاصله مظهر چشمه تا روستای باری ۳ کیلومتر است که یک کیلومتر این را باید پیاده پیمود چشمه آبگرم از شکاف سنگهار رودخانه گرو از زمین خارج می‌شود و عامل تشکیل ان تکتونیک صفحه‌ای است در اطراف چشمه تعداد حوضچه کوچک به شکل مستطیل و به ابعاد مختلف بنا گردیده‌است که اهالی روستا در آن‌ها استجمام می‌کنند. آب چشمه باری در ردیف آب‌های گوگردی
با کاتیونهای مختلف گرم است.